# Ricard Fernández
Ricard Fernández Betriu (Andorra la Vieja, 19 de marzo de 1999), también conocido como Cucu, es un futbolista andorrano. Juega en la posición de delantero y milita en la U. E. Santa Coloma de la Primera División de Andorra.

## Selección nacional
Hizo su debut en la selección de Andorra en un partido amistoso ante Liechtenstein el 21 de marzo de 2018 que Andorra ganó 1-0. Fue internacional en 52 ocasiones anotando dos goles.

### Goles como internacional
Actualizado el 12 de octubre de 2021.
| #  | Fecha                 | Local                                                  | Oponente   | Gol | Resultado | Competición                                          |
| -- | --------------------- | ------------------------------------------------------ | ---------- | --- | --------- | ---------------------------------------------------- |
| 1. | 12 de octubre de 2021 | Estadio Olímpico de San Marino, Serravalle, San Marino | San Marino | 0-3 | 0-3       | Clasificación para la Copa Mundial de Fútbol de 2022 |
| 2. | 21 de marzo de 2024   | Estadio 19 de Mayo de 1956, Annaba, Argelia            | Sudáfrica  | 1-1 | 1-1       | FIFA Series 2024                                     |

## Clubes
| Club                      | País      | Año       |
| ------------------------- | --------- | --------- |
| F. C. Andorra             | Andorra   | 2017-2021 |
| C. F. Igualada (cedido)   | España    | 2020      |
| S. D. Formentera (cedido) | España    | 2020-2021 |
| S. D. Formentera          | España    | 2021      |
| C. D. Andrach             | España    | 2022      |
| C. P. San Cristóbal       | España    | 2022-2023 |
| N. D. Bilje               | Eslovenia | 2023-2024 |
| N. K. Krka                | Eslovenia | 2024      |
| U. E. Santa Coloma        | Andorra   | 2025-     |